# Reino de Kasa
El reino de Kasa, también conocido como Kasanga, era el reino dominante en la región de Baja Casamanza (ahora Senegal) a finales del siglo XV. 
La mayoría de los habitantes del reino eran Banun o Kasanke. A finales del siglo XVI y principios del XVII, la zona cayó bajo el dominio del imperio Kaabu.